# Radical 48
Le radical 48 (工), qui signifie le métier, est un des 31 des 214 radicaux chinois répertoriés dans le dictionnaire de Kangxi composés de trois traits.
Le caractère Unicode de 工 est 5DE5.

## Caractères avec le radical 48
| nombre de traits          | caractères |
| ------------------------- | ---------- |
| Sans trait supplémentaire | 工         |
| 2 traits supplémentaires  | 左 巧 巨   |
| 3 traits supplémentaires  | 巩 巪      |
| 4 traits supplémentaires  | 巫         |
| 7 traits supplémentaires  | 差         |
| 9 traits supplémentaires  | 巯         |
| 10 traits supplémentaires | 巰         |